# Локнянська сільська рада
Ло́княнська сільська́ ра́да — колишній орган місцевого самоврядування у Кролевецькому районі Сумської області. Адміністративний центр — село Локня.

## Загальні відомості
- Населення ради: 569 осіб (станом на 2001 рік)

## Населені пункти
Сільській раді підпорядковані населені пункти:
- с. Локня

## Склад ради
Рада складалася з 12 депутатів та голови.
- Голова ради: Пилипенко Сергій Миколайович
- Секретар ради: Заєць Наталія Степанівна

### Керівний склад попередніх скликань
| Прізвище, ім'я, по батькові  | Основні відомості                                                             | Дата обрання | Дата звільнення |
| ---------------------------- | ----------------------------------------------------------------------------- | ------------ | --------------- |
| Пилипенко Сергій Миколайович | Сільський голова, 1968 року народження, безпартійний                          | 26.03.2006   | 31.10.2010      |
| Пилипенко Сергій Миколайович | Сільський голова, 1967 року народження, освіта середня загальна, безпартійний | 31.10.2010   |                 |

Примітка: таблиця складена за даними сайту Верховної Ради України